# Il mare (film, 2000)
Cet article concerne le film sud-coréen de 2000. Pour le film italien de 1963, voir Il mare (film, 1963).
Pour plus de détails, voir Fiche technique et Distribution.
Il mare (시월애, Siworae) est un film sud-coréen sorti en 2000. Entre deux rives (The Lake House), sorti en 2006, en est un remake.

## Fiche technique
- Titre : Il mare
- Titre original : 시월애 (Siworae)
- Réalisation : Lee Hyun-seung
- Scénario : Kim Eun-jeong, Kim Mi-yeong et Yeo Ji-na d'après les lettres de Won Tae-yeon
- Musique : Kim Hyeon-cheol
- Photographie : Hong Kyung-pyo
- Montage : Lee Eun-soo
- Production : Jo Min-hwan et Yun Sang-oh
- Société de production : Blue Cinema, CJ Entertainment, Dream Venture Capital, Sidus et UniKorea Pictures
- Pays :  Corée du Sud
- Genre : Drame, fantastique et romance
- Durée : 105 minutes
- Dates de sortie : 
  -  Corée du Sud : 9 septembre 2000

## Distribution
- Lee Jung-jae : Han Sung-hyun
- Jun Ji-hyun : Kim Eun-ju
- Kim Mu-saeng
- Jo Seung-yeon : Jae-hyeok
- Yun-jae Min
- Choe Yun-Yeong
- Nam Jung-hee : la mère d'Eun-ju